# Kaale

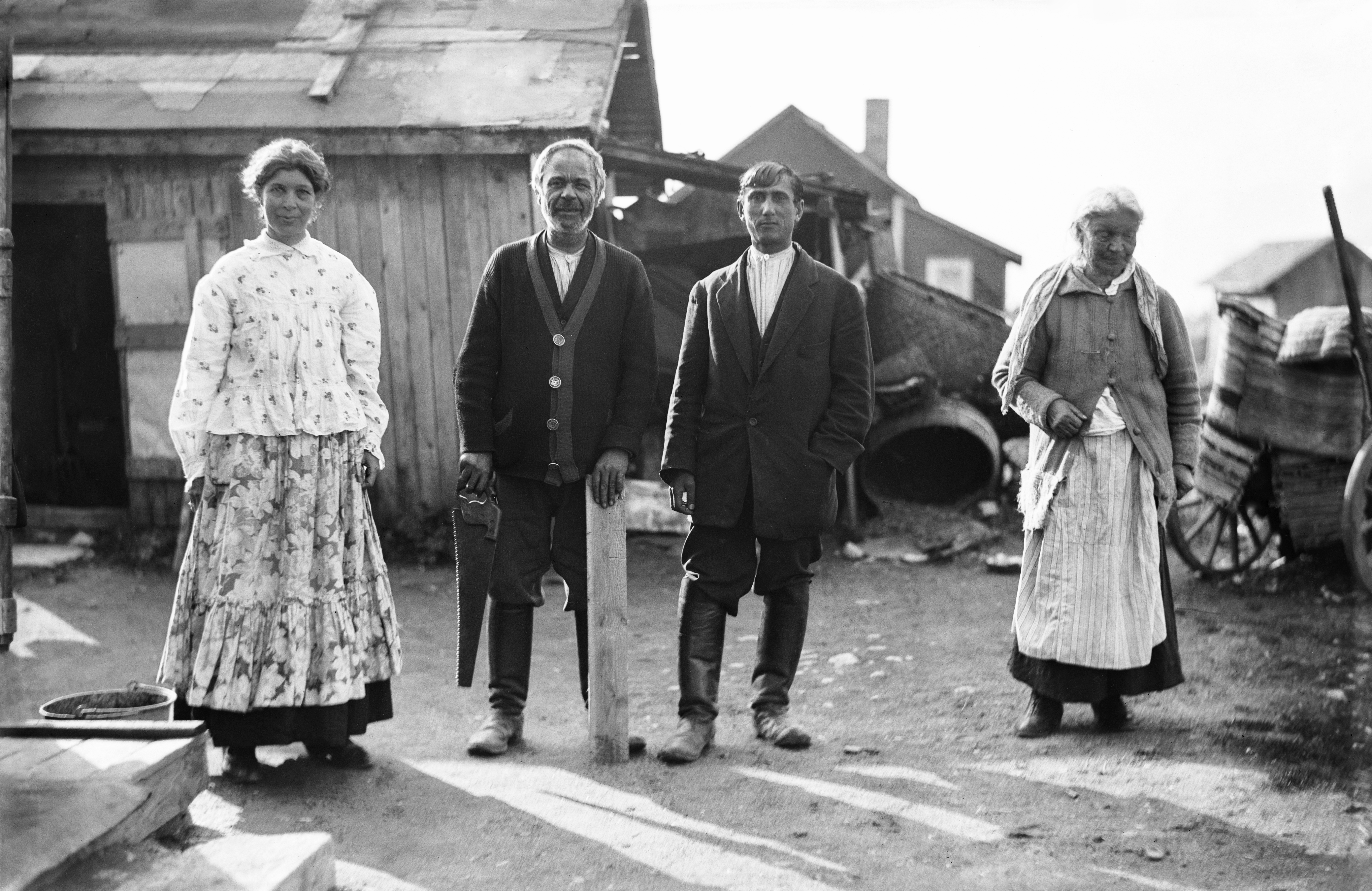
Kaale din Malmi, Helsinki, 1930

Kaale [ˈkɑː le] (în romani Kàlo; în suedeză Kaale, finska romer; în finlandeză Kaale, Suomen romanit; cunoscuți și sub numele de romi finlandezi, finlandezi Kale sau Mustalainen (plural mustalaiset – care provine din cuvântul „musta”, care înseamnă „negru”, echivalentul termenului românesc „țigan”, uneori considerat peiorativ) sunt un subgrup de romi care trăiesc în principal în Finlanda, dar și în Suedia. Principalele lor limbi sunt finlandeza, suedeza și kalo.

## Istorie

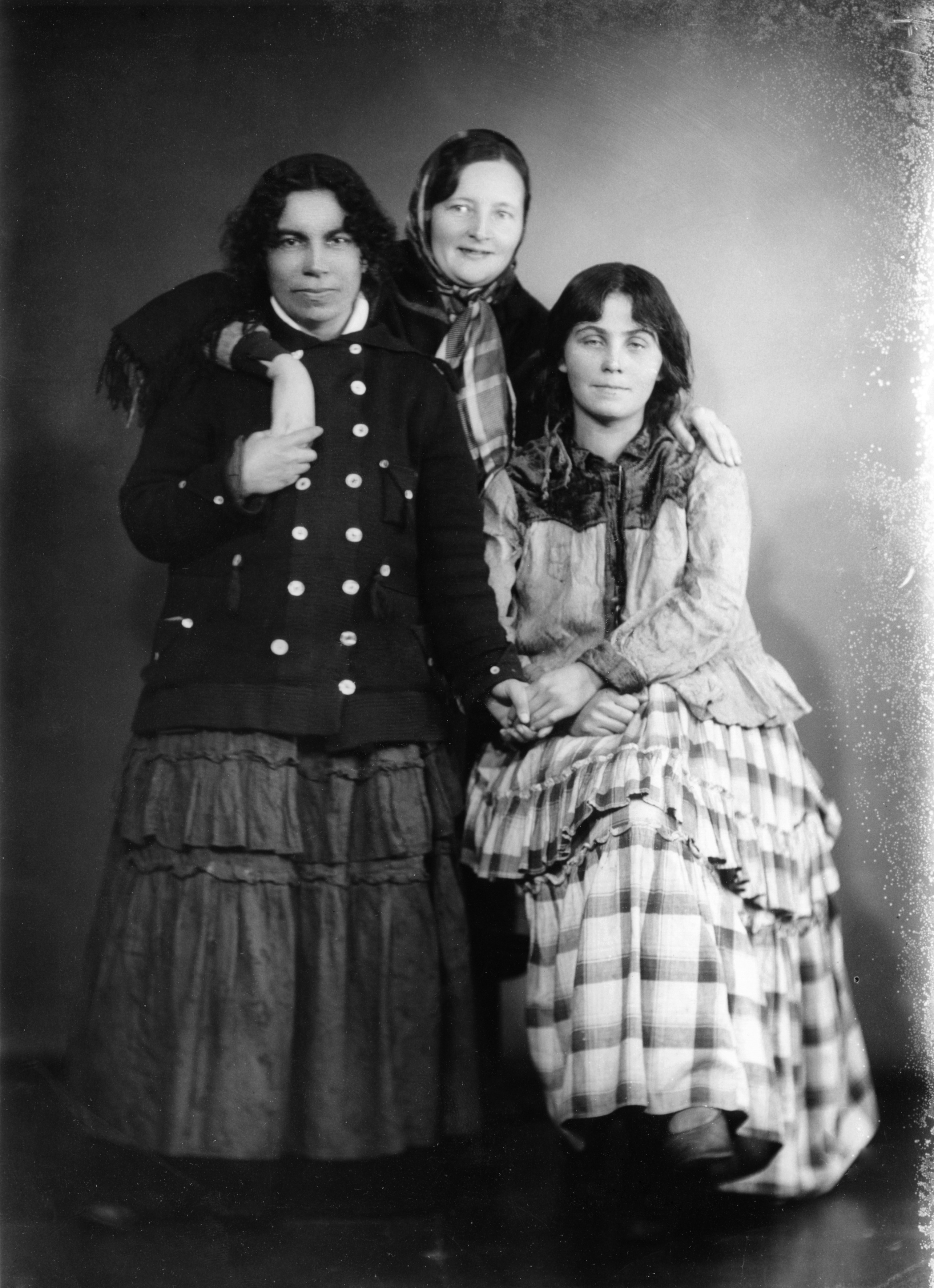
Trei femei rome finlandeze în anii 1930

Se crede că Kaale sunt descendenți din Romanisæl⁠(d), care au venit în Finlanda prin Suedia, după ce au fost deportați din Suedia în secolul al XVII-lea. Strămoșii romilor finlandezi, suedezi și norvegieni care au migrat au fost deportați din regatele Scoției și Angliei. În 1637, toate grupurile de romi au fost declarate proscrise, putând fi spânzurate fără proces; această practică a fost întreruptă în 1748. Când Finlanda și-a declarat independența în 1917, toți locuitorii Kales au primit cetățenie și drepturi depline. În timpul Războiului de Iarnă și al Războiului de Continuare, aproximativ o mie de Kale au servit în armata finlandeză.

## Cultură

### Costume
Rochia tradițională feminină Kaale provine din rochia tradițională purtată de femeile etnice finlandeze. Până la începutul secolului al XX-lea, femeile Kaale și Finn se îmbrăcau foarte asemănător, cu bluze, fuste lungi și șorțuri până la talie. De-a lungul timpului și odată cu creșterea bogăției, rochia feminină Kale a devenit din ce în ce mai decorată. Rochia prezintă o fustă grea din catifea neagră, lungă și groasă, purtată relativ sus în talie, susținută de căptușeală, și o bluză bufantă, adesea cu volane și dantelă proeminente, confecționată din material decorativ, cum ar fi cu paiete sau un luciu metalic.

### Muzică

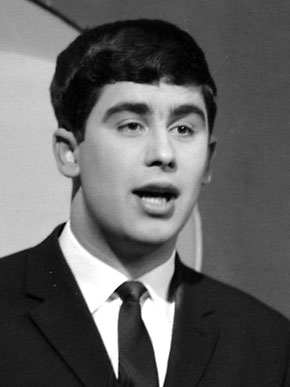
Taisto Tammi în 1960

Muzica este o parte centrală a culturii Kaale, a divertismentului de zi cu zi și a vieții domestice. În Finlanda, Kaale sunt cunoscuți în special pentru contribuția lor la tangoul finlandez și muzica Schlager. Bărbații Kaale au fost o parte vitală a scenei Schlager încă de la începutul popularității genului în Finlanda după al Doilea Război Mondial. La început, cântăreții Kaale s-au confruntat cu discriminarea directă, de exemplu li s-a interzis să cânte în anumite localuri, fie din principiu, fie din cauza comportamentului necorespunzător al publicului Kaale. Taisto Tammi și Markus Allan⁠(fi)[traduceți] au fost cei mai importanți doi artiști Kaale ai acelei perioade; ambii au adoptat pseudonime artistice pentru a nu atrage atenția asupra originii lor etnice.

## Problemele Kaale în Finlanda

### Statutul socioeconomic
Kaale au ocupat în mod tradițional poziții de meșteșugari, dar această ocupație și-a pierdut importanța în timpurile moderne, ceea ce a dus la o creștere semnificativă a șomajului în cadrul grupului. Un document publicat de Ministerul Muncii afirmă că „Conform materialelor din registrul clienților administrației muncii, 70% dintre persoanele de etnie romă aflate în căutarea unui loc de muncă aveau studii primare sau gimnaziale.” Conform aceluiași document: „Educația este obligatorie în Finlanda și această obligație se aplică în egală măsură romilor, ca și celorlalți cetățeni, dar abandonul școlar este încă frecvent în rândul tinerilor romi, în timp ce în populația obișnuită este extrem de rar.”

### Probleme
În 2007, ofițerul de poliție și boxer Riku Lumberg (de origine romă) a scris o scrisoare deschisă propriului popor, solicitând sfârșitul „tradiției barbare a duelurilor sângeroase” din comunitate. Artista romă Kiba Lumberg a spus următoarele despre cultura în care a crescut: „Vânătoarea sângeroasă și violența care există în cultura romă nu pot fi discutate în Finlanda. Nu putem accepta ca unele grupuri să se ascundă în spatele culturii pentru a scuza încălcarea drepturilor omului și a libertății de exprimare” și „problema este că, atunci când un țigan îndrăznește să vorbească în public despre lucrurile negative care se întâmplă în propriul trib, se confruntă cu amenințări cu moartea. Dacă o persoană albă deschide gura, este acuzată de rasism.”

## Romii finlandezi în Suedia
Din anii 1950, romii finlandezi s-au mutat în Suedia, în principal datorită oportunităților de angajare mai bune și a unei discriminări mai reduse. Aproximativ 4.500 de romi finlandezi locuiesc în Suedia. Sunt singurul grup de romi din Suedia care poartă portul lor tradițional. În Suedia, romilor finlandezi le este mai ușor să obțină un loc de muncă și un apartament datorită numelor de familie cu conotație suedeză, precum și a unei lungi tradiții de multiculturalism în Suedia.